# Kreishaus Tecklenburg
Das Kreishaus Tecklenburg war bis zur Gebietsreform im Jahr 1975 der Sitz der Kreisverwaltung des Kreises Tecklenburg. Heute befindet sich in dem Gebäude eine  Niederlassung der Kreisverwaltung des Kreises Steinfurt mit allen Aufgaben, die einen regelmäßigen ortsnahen Bürgerkontakt erfordern. Der Fokus dieser bürgernahen Aufgaben liegt auf der Region Tecklenburger Land.

## Lage
Das Kreishaus befindet sich an der Landrat-Schultz-Straße 1 am Eingang zur Tecklenburger Altstadt. Es ist mit der Bus-Linie R45 (Ibbenbüren<>Tecklenburg<>Lengerich) über die Haltestelle Tecklenburg, Stadt des öffentlichen Personennahverkehrs erreichbar.

## Gebäude

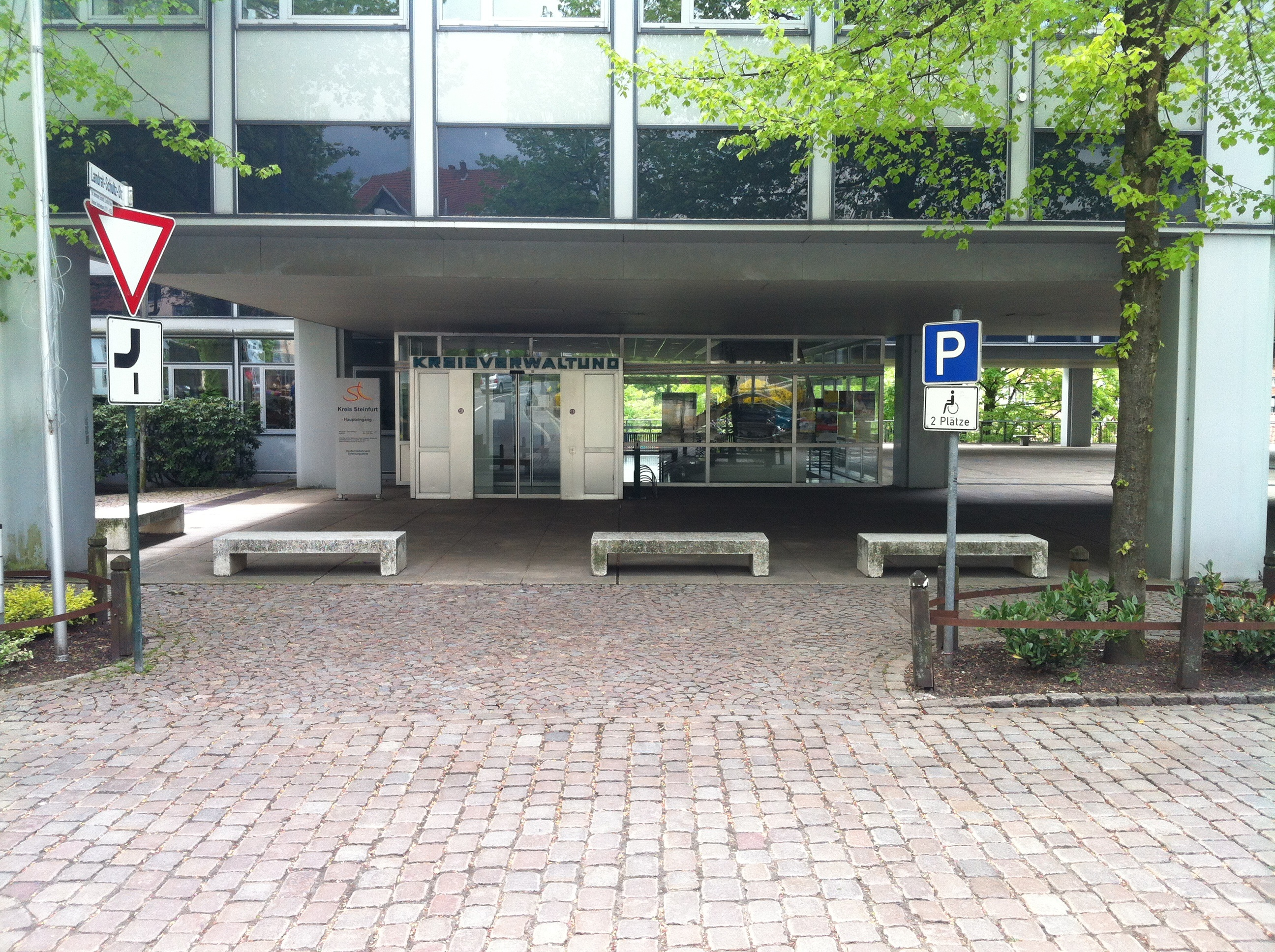
Haupteingang im Luftgeschoss

Das Kreishaus besteht insgesamt aus drei Bauabschnitten. An der ursprünglichen Stelle des ehemaligen Landratsamtes wurde in den 1930er Jahren ein neues Verwaltungsgebäude erbaut. Mit den damals gewachsenen Aufgaben der Kreisverwaltung folgte ein Erweiterungsbau in den 1950er Jahren, in dem heute unter anderem die Kfz-Zulassungsstelle untergebracht ist. Dieser Altbauteil umfasst insgesamt eine Fläche von 3078,82 m². Um den Anforderungen der Zulassungsstelle der heutigen Zeit gerecht zu werden, fand im Frühjahr 2013 eine grundlegende Renovierung dieser Räumlichkeiten im Kreishaus Tecklenburg statt. Damit stehen zukünftig ein erweiterter Wartebereich und ein neugestalteter Bereich für den Bürgerservice zur Verfügung.
Ein zur damaligen Zeit moderner Neubau mit 4661,12 m² wurde in den 1960er Jahren an dem bestehenden Gebäudekomplex in einer Skelettbauweise errichtet. Das Gebäude verfügt über zwei Untergeschosse, die, bedingt durch die Hanglage, zur Hälfte unter dem Niveau der Erdoberfläche liegen. Eine Sanierung der Außenhülle erfolgte im Jahr 1997 als Vorhangfassade aus Glas und Aluminium. Eine Besonderheit ist das sog. Luftgeschoss des Gebäudes, das eine ungehinderte Sicht auf die Altstadt von Tecklenburg ermöglicht.
Die heutige Nutzung der damaligen repräsentativen Räume des Kreishauses aus der Zeit des Altkreises Tecklenburg ist funktional. Der damalige große Sitzungssaal des Kreistags, in dem heute eine Fotogalerie der Landräte des Kreises Tecklenburg einen historischen Bezug herstellt, dient als Besprechungszimmer. Das ehemalige Landratszimmer ist heute ein Büroraum. Es gibt konkrete Überlegungen, die Gebäude gemeinschaftlich durch die Kreisverwaltung Steinfurt und die Stadtverwaltung Tecklenburg zu nutzen. Für beide Einrichtungen entstände ein erhebliches Einsparpotenzial durch ein gemeinsames Gebäudemanagement und die Verwendung einer gemeinsamen Gebäudeinfrastruktur.

## Zuständigkeiten

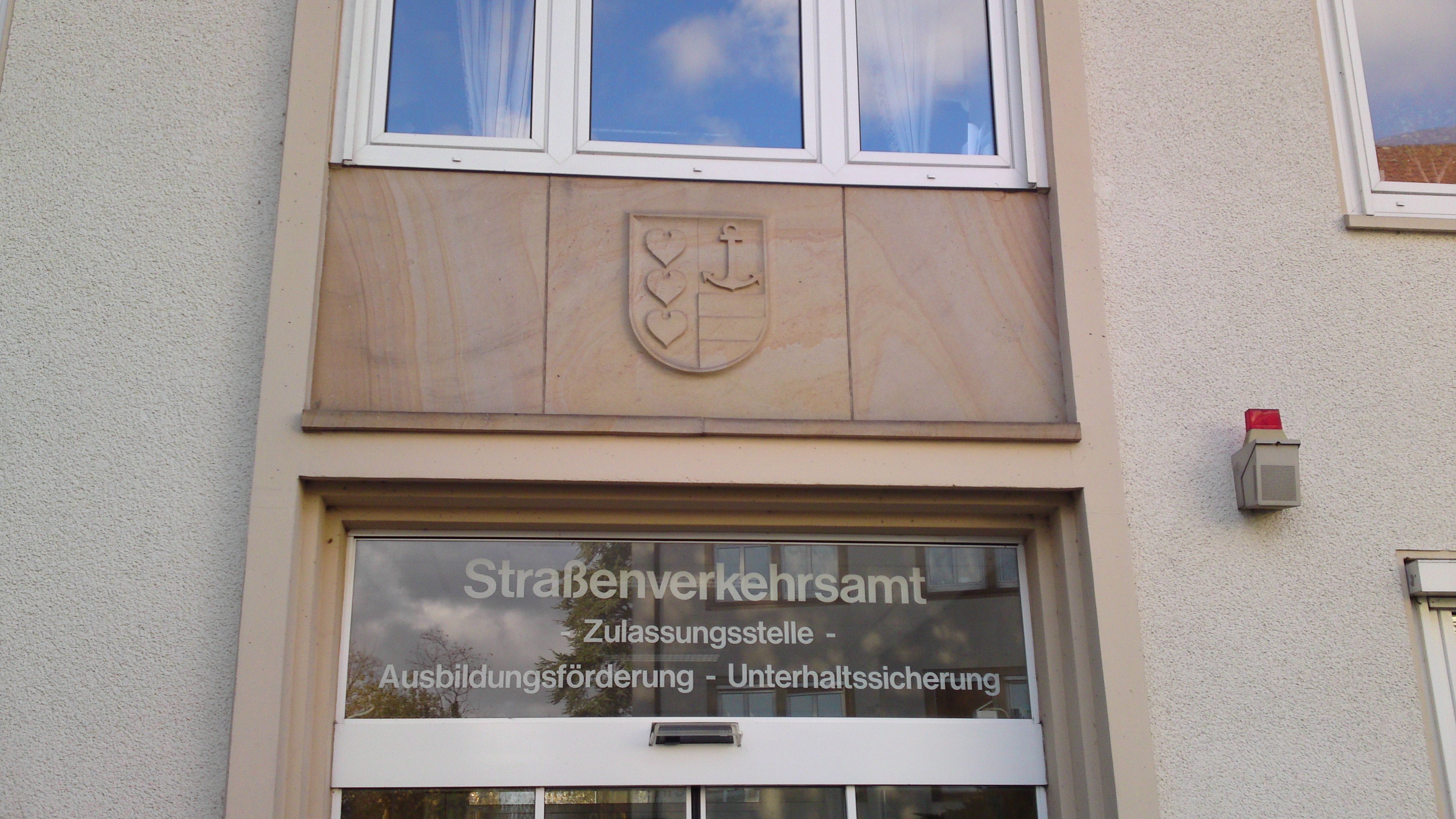
Eingang Zulassungsstelle

Die Kreisverwaltung Steinfurt gewährleistet mit der Niederlassung im Kreishaus Tecklenburg den ortsnahen Bürgerservice bezogen auf Bezirke im ehemaligen Kreis Tecklenburg. Der Bürgerservice umfasst folgende Ämter:
- Straßenverkehrsamt – Kfz-Zulassungsstelle
- Jugendamt – Erziehungshilfe
- Umwelt- und Planungsamt – Untere Wasserbehörde (UWB)
- Umwelt- und Planungsamt – Untere Landschaftsbehörde (ULB)
- Umwelt- und Planungsamt – Verwaltung (UWB/ULB)
- Bauamt – Bauaufsicht

Planungen eines überarbeiteten Standortkonzeptes sehen vor, dass die Ämter Vermessung u. Kataster, Bafög und Wohnungsbauförderung in einem Erweiterungsbau des Kreishauses in Steinfurt ab 2015 untergebracht werden. Nach der Realisierung sollen insgesamt etwa 120 Mitarbeiter am Standort Tecklenburg verbleiben. Das Standortkonzept sieht zudem vor, dass im Kreishaus Tecklenburg eine Niederlassung des Gesundheitsamtes für die Region Tecklenburger Land eingerichtet wird. Dabei handelt es sich um die Aufgaben:
- Gesundheitsamt – Psychosoziale Dienste
- Gesundheitsamt – Gutachten und Stellungnahmen
- Gesundheitsamt – Kinder- und Jugendgesundheitsdienst

## Weitere Nutzung
Des Öfteren nutzt der Kreis Steinfurt das Gebäude, bezogen auf die Region Tecklenburger Land, als Standort zur Durchführung von Sitzungen und Seminaren. Dazu zählen beispielsweise Termine der LAG Tecklenburger Land e. V. oder Existenzgründungsseminar der Wirtschaftsförderungs- und Entwicklungsgesellschaft Steinfurt mbH (WESt). Im Foyer des Tecklenburger Kreishauses finden zudem regelmäßig Kunst- und Handwerksausstellungen statt. Das Europabüro des Jugendamtes Eurodesk befindet sich ebenso wie eine Beratungsstelle des Jobcenters Kreis Steinfurt (GAB-Gemeinsam für Arbeit u. Beschäftigung) im Kreishaus.